# Lejeunea spathulistipa
Lejeunea spathulistipa là một loài Rêu trong họ Lejeuneaceae. Loài này được (Reinw.) Mitt. mô tả khoa học đầu tiên năm 1861.